# 立石賢司
立石 賢司（たていし けんじ、1975年5月15日 - ）は、日本のシンガーソングライター・俳優・音楽プロデューサー・実業家である。本名同じ。埼玉県所沢市出身、本籍は鹿児島県鹿児島市である。早稲田大学政治経済学部経済学科卒業。身長184cm、体重64kg。血液型はA型。

## 来歴
大学在学中から音楽活動を始め、都内および近県、名古屋・大阪・福岡など全国でライブ活動を行っており、これまでの累計ライブ本数は200本以上を数える。
2005年5月に放映された水曜プレミア「夜王」でTVドラマ初出演。その後、2006年1月-3月に連ドラ化された同ドラマに、ホスト「太陽」役でレギュラー出演する。
2004年11月に（有）グリグラを設立し代表取締役として企業家デビュー。同時に新人シンガーソングライター・バンドのプロデュース業を開始。2005年、シアー株式会社の取締役に就任。2006年10月、シアーミュージックエンタテインメント株式会社およびSHEER LABELを設立、代表取締役に就任。2010年3月、株式会社Birthday Eveを設立。2012年12月を以て同社代表を辞任。
2013年よりプロデュース、作家活動に専念し、年間200曲を書くと同時に、様々なアーティストに楽曲提供をする。同時にこの時から企業・財務コンサルなどの活動、講演も行う。
2016年、男性ユニット「4年2組」、女性ユニット「女子独身倶楽部」という2組の路上アーティストを自身の楽曲でメジャー・デビューさせる。
2017年、株式会社ジョバンニを設立（代表取締役）。
2018年、東京都豊島区駒込にエンタテイメントスペースUP-DRAFT（アップドラフト）を設立。
2022年、奄美大島の加計呂麻島にスタジオ兼ゲストハウス「Giovanni Kakeroma Studio」を設立。
2024年自社主催での日本武道館イベント「Giovanni Dream Gig」をエグゼクティブ・オーガナイザーとして開催。所属アーティストの「4年2組」、「女子独身倶楽部」、「-SETSUNA-」のほか、松本梨香、宮迫博之、物部彩花、リアルピース、虹色侍（ずま）、YURI（結梨嘉望）、櫻庭露樹、小野マッチスタイルジャニー等も共演した。

## 音楽性
- ポップ・ミュージック・ロック、テクノ・ハードロック・R&B・カントリー・ミュージック・フォークソング・ジャズ・アニメソング・ゲームミュージックなど、幅広いジャンルの楽曲をこれまでに数多制作、作詞・作曲・編曲、打ち込み・ピアノ・ベースを演奏。
- これまで手掛けた路上アーティストのCD販売枚数は累計で250万枚。このすべては、イベント等での手売りで積み上げられたものである。

## 人物
- 趣味は、ドライブ、神社巡り、読書、ペット（柴犬と秋田犬と同居）。
- 野球は小学校から大学まで（ピッチャー）。現在はミュージシャン仲間と野球チーム「ガッツJAPAN」を結成。
- 好きな食べ物は、とんこつラーメンとインドカレー。長渕剛の大ファン。
- 以前は「野亜研司（のあけんじ）」名義で活動を行っていたが、2006年1月に本名である現在の名前に改名した。
- 奄美大島をこよなく愛し、15年通い続け、神社の修復のボランティアや地元の人々との交流を積み重ね、現在は奄美大島と東京の二拠点での活動を行っている。

## ディスコグラフィー
2002年5月、ブロー・ウィンド・レコードよりシングル「Solitude」（現在は廃盤）でデビュー。
- マキシシングル「レクイエム」2006年5月24日発売（WHCD-16）
- マキシシングル「Stand by you」2007年2月9日発売（SLCI-001）

## プロデュース作品
- 2016年「4年2組」へ提供したメジャー1stシングル「バッター!!!!ビビッてる!!〜さあ僕ら「勝ち方」を見つけよう」がオリコンデイリーシングルランキング初登場18位[4]
- 「女子独身倶楽部」へ提供したメジャー1stシングル『清水寺』がオリコンデイリーチャート初登場16位
- 2022年、「女子独身倶楽部」が「365日でCD100万枚お届けに挑戦」をシングル「尊尊がなしっ!!」で達成した